# Souimanga à longue queue
Cinnyris pulchellus
Espèce
Le Souimanga à longue queue (Cinnyris pulchellus) est une espèce d’oiseaux de la famille des Nectariniidae.
Son aire s'étend horizontalement sur le nord de l'Afrique subsaharienne.
Il se nourrit du nectar de fleurs (notamment du genre Acacia) et d'insectes.